# حمض النتريك دي-أكسجيناز
حمض النتريك دي-أكسجيناز((بالإنجليزية: Nitric oxide dioxygenase)‏) شيفرته المختصرة هي (EC 1.14.12.17) هو انزيم يحفز تحويل أكسيد النيتريك (NO) إلى نترات (NO -3). ويظهر رد فعله في تحفيز النيتريك أكسيد دي أكسيجيناز أدناه:
2NO + 2O 2 + NAD (P) H → 2NO 3 - NAD + (P) + + + H
أكسيد النيتريك هو جزيء صغير في كل مكان التي تتكامل في مجموعة متنوعة واسعة من العمليات الفسيولوجية بما في ذلك على نحو سلس توسع الأوعية العضلية، وتصنيفها في الصفائح الدموية، والعصبي، والاستجابة المناعية للعدوى البكتيرية. الافراط من هذا الجزيء يمكن أن تكون قاتلة للخلايا بواسطة إنتاج الطاقة الخلوية ويصيبها بالتسمم. الأهداف الأكثر حساسية من NO هي أكونيتاز، وهو الانزيم الذي يحفز المماكبة من السيترات إلى الإيزوسيترات في دورة حمض الستريك، وأوكسيديز السيتوكروم ، الانزيم الأخير في سلسلة نقل الإلكترون الجهاز التنفسي من الميتوكوندريا. بالإضافة إلى ذلك، مع وحيد لها جذرية على ذرة النيتروجين، ومتورطة في عدد من آليات الثانوية السمية، بما في ذلك الكاتالاز تثبيط (مما أدى إلى الهيدروجين بيروكسيد سمية).
ويرجع ذلك إلى الفتك المحتمل للNO، خلايا استفادت كثيرا من تطور انزيم قادر على تحفيز تحويل NO سامة للنترات. A 'دي أكسيجيناز أكسيد النيتريك هو انزيم قادر على تنفيذ هذا التفاعل. NO دي أكسيجيناز ينتمي إلى عائلة من oxidoreductases، وبشكل أكثر تحديدا تلك الجهات المانحة تعمل على إقران، مع O 2 كما أكسدة ومع دمج ذرتين من الأكسجين إلى المانحة الأخرى.

## آلية رد الفعل
آلية العمل لم يتم بعد استخلاصه تماماً، ومع ذلك، هناك نظرية رائدة تقول أن التحويل يتم عبر سلسلة من تفاعلات الأكسدة والاختزال التي تنطوي على مراكز الحديد كما هو مبين في سلسلة من التفاعلات أدناه:
| الخطوات           | رد الفعل                             |
| ----------------- | ------------------------------------ |
| تخفيض FAD)        | NAD(P)H + FAD + H+ → NAD(P)+ + FADH2 |
| انخفاض الحديد 1   | FADH2 + Fe3+ → Fe2+ + FADH + H+      |
| لحد من الحديد 2   | FADH + Fe3+ → FAD + Fe2+ + H+        |
| O 2 التجليد       | Fe2+ + O2 → Fe3+(O2-)                |
| لا يوجد الاوكسجين | Fe3+(O2-) + NO → Fe3+ + NO3-         |

## وصلات إضافية
http://www.hindawi.com/journals/scientifica/2012/683729/
http://www.pnas.org/content/95/18/10378
http://link.springer.com/chapter/10.1007%2F3-540-37708-5_38